# Роман (різьбар)
Роман — різьбар по дереву 17 століття. Виконав іконостас для притвору Святої Катерини у Михайлівському Золотоверхому соборі в Києві, знищений за радянської влади.